# Morschheim
Morschheim (pfälzisch: Morschem) ist eine Ortsgemeinde an der oberen Selz im Donnersbergkreis in Rheinland-Pfalz. Sie gehört der Verbandsgemeinde Kirchheimbolanden an.
Zu Morschheim gehören auch die Wohnplätze Am Steinernen Berg und Bahnhof Morschheim.

## Klima

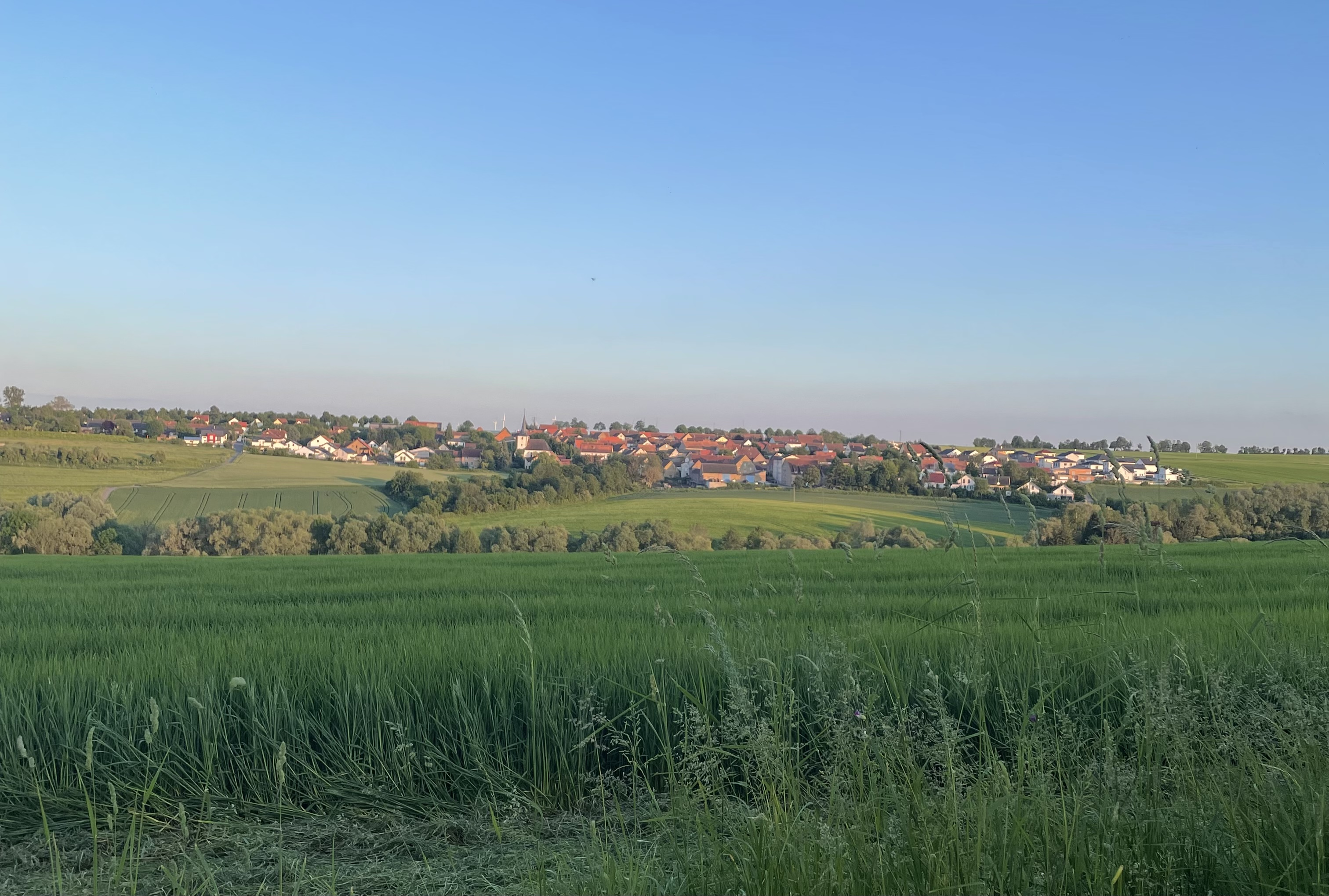
Ansicht von Norden

Das Wetter ist zumeist sonnig und warm, teilweise etwas trocken. Ursachen dafür sind die geschützte Lage im Osten des Donnersbergs und die Höhenlage von etwa 302 m ü. NHN. Nachteilig ist der „Morschheimer Wind“ aus westlicher Richtung.

## Geschichte
Die älteste erhaltene Erwähnung von Morschheim – als „Morscheym“ – findet sich in einer Urkunde von 1157.
Das Kloster Otterberg war im Ort begütert.
Nach 1792 hatten französische Revolutionstruppen die Region besetzt und nach dem Frieden von Campo Formio (1797) annektiert. Von 1798 bis 1814 gehörte das Dorf zum französischen Departement Donnersberg und war dem Kanton Kirchheim zugeordnet.
Aufgrund der auf dem Wiener Kongress (1815) getroffenen Vereinbarungen und einem Tauschvertrag mit Österreich kam die Region 1816 zum Königreich Bayern. Ab 1818 war die Gemeinde Morschheim dem Landkommissariat Kirchheim im bayerischen Rheinkreis, später dem Bezirksamt Kirchheimbolanden zugeordnet.
Im Jahr 1928 hatte Morschheim 594 Einwohner (davon 551 Protestanten, 42 Katholiken, 1 Sonstiger), die in 128 Wohngebäuden lebten
Ab 1939 war der Ort Bestandteil des Landkreises Kirchheimbolanden. Nach dem Zweiten Weltkrieg wurde Morschheim innerhalb der französischen Besatzungszone Teil des damals neu gebildeten Landes Rheinland-Pfalz. Im Zuge der ersten rheinland-pfälzischen Verwaltungsreform wechselte Morschheim 1969 in den neu gebildeten Donnersbergkreis; drei Jahre später wurde die Gemeinde in die ebenfalls neu entstandene Verbandsgemeinde Kirchheimbolanden eingegliedert.

## Politik

### Gemeinderat
Der Gemeinderat in Morschheim besteht aus zwölf Ratsmitgliedern, die bei der Kommunalwahl am 9. Juni 2024 in einer Mehrheitswahl gewählt wurden, und dem ehrenamtlichen Ortsbürgermeister als Vorsitzendem.

### Bürgermeister
Ortsbürgermeister ist Timo M. Wahl. Bei der Direktwahl am 26. Mai 2019 wurde er mit einem Stimmenanteil von 62,63 % gewählt. Bei der Direktwahl am 9. Juni 2024 wurde er als einziger Bewerber mit 89,2 % für weitere fünf Jahre wiedergewählt.
Sein Vorgänger Joachim Fister hatte das Amt 25 Jahre lang inne.

### Wappen
| Wappen von Morschheim | Blasonierung: „In Gold der heilige Mauritius, silbern nimbiert, in silberner Rüstung mit einem roten Kreuz auf der Brust, mit der Rechten sich auf einen blauen Schild stützend, darin ein silberner Adler, in der Linken eine silberne Kreuzesfahne mit rotem Kreuz.“              |
| Wappen von Morschheim | Wappenbegründung: Es wurde 1950 vom rheinland-pfälzischen Innenministerium verliehen und geht zurück auf ein Siegel vom Anfang des 15. Jahrhunderts. Dem heiligen Mauritius war die Ortskirche geweiht. Der Adler entstammt dem Wappen der Leininger, die ehemals Ortsherren waren. |

## Regelmäßige Veranstaltungen
In Morschheim findet zu Fasching ein Fastnachtsumzug statt. Außerdem werden alljährlich das Sommernachtsfest und das Morschheimer Mauritiusfest (Kerwe) veranstaltet.

## Wirtschaft und Infrastruktur

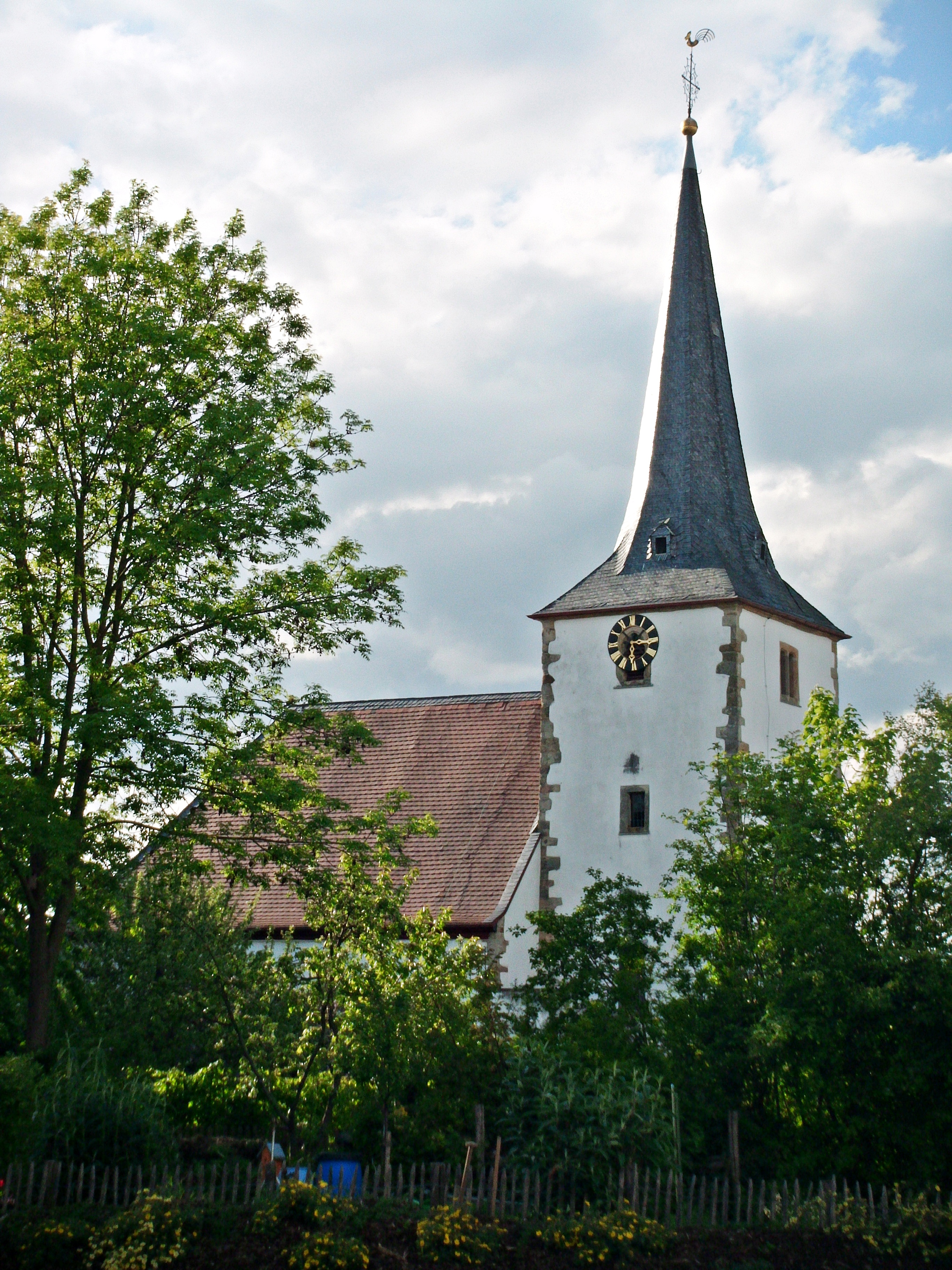
Protestantische Kirche Morschheim

Im Ort kreuzen sich die Landesstraßen 401 und 446. Zwei Anschlüsse der südöstlich verlaufenden A 63 (Kaiserslautern–Mainz) sind innerhalb von 3 bis 4 km zu erreichen.
Der Ort verfügte einst über einen eigenen Bahnhof an der  Donnersbergbahn, der heute nur noch als Betriebsbahnhof dient. An den Bahnhof erinnert der gleichnamige Ortsteil. Die nächste Bahnstation des öffentlichen Personenverkehrs ist der Haltepunkt Kirchheimbolanden. An diesen ist der Ort seit Juni 2024 stündlich über die Buslinie 420 (Alzey – Kirchheimbolanden) des VRN angeschlossen, die von Behles Bus betrieben wird. Des Weiteren werden die Linien 426, 902 und 907 bedient.

## Persönlichkeiten

### Söhne und Töchter der Gemeinde
- Johann von Morschheim († 1516), Dichter und kurpfälzischer Beamter
- August Schäfer (1890–1977), MdL

### Personen, die vor Ort gewirkt haben
- Claudius Mauritius von Gagern (1696–1758); Freiherr, Ortsherr von Morschheim und  Begründer der süddeutschen Linie seiner Familie. Lebte und starb hier, Epitaph in der hiesigen Kirche.